# Paddington 2
Paddington 2 és una pel·lícula francobritànica dirigida per Paul King, estrenada l'any 2017. És la continuació del film Paddington, del mateix director, estrenat l'any 2014. S'ha doblat al català.

## Argument
Paddington és un os feliç al costat de la família Brown a Windsor Gardens. Membre popular de la comunitat, l'animal busca el regal perfecte per als 100 anys de la seva tia Lucy. Ha trobat la seva felicitat amb un llibre animat únic, però li roben...

## Repartiment
- Ben Whishaw: Os Paddington (veu original)
- Hugh Bonneville: Henry Brown
- Sally Hawkins: Mary Brown
- Brendan Gleeson: «Knuckles» McGinty
- Julie Walters: Mme Bird
- Jim Broadbent: M. Gruber
- Peter Capaldi: M. Curry
- Hugh Grant: Phoenix Buchanan
- Madeleine Harris: Judy Brown
- Samuel Joslin: Jonathan Brown
- Imelda Staunton: tia Lucy (veu)
- Michael Gambon: oncle Pastuzo (veu)
- Ben Miller: coronel Lancaster
- Joanna Lumley: Felicity Fanshaw
- Noah Taylor: Phibs
- Tom Conti: el jutge Gerald Biggleswade
- Richard Ayoade: un investigador
- Eileen Atkins: madame Kozlova
- Sanjeev Bhaskar: doctor Jafri
- Robbie Gee: Mr. Barnes
- Aaron Neil: Spoon

## Producció
L'abril de 2015, David Heyman, el productor de Paddington (2014), va confirmar que produiria una seqüela de la pel·lícula. També va anunciar que Paul King tornaria per dirigir i va coescriure-la amb Simon Farnaby.
L'octubre de 2016, el repartiment de Paddington — Hugh Bonneville, Sally Hawkins, Julie Walters, Jim Broadbent, Peter Capaldi, Madeleine Harris, Samuel Joslin, Ben Whishaw i Imelda Staunton — va ser confirmat per tornar a la seqüela, al costat dels nous membres de repartiment Hugh Grant i Brendan Gleeson.
El rodatge va començar el mateix mes. Framestore proporciona els efectes visuals per a la pel·lícula. La filmació a Litle Venice va ser durant tres dies. La filmació també es va situar a Shepton Mallet Prision. I va acabar a finals de juny de 2017.

## Crítica
- "El que fa gairebé excepcional a Paddington 2 és l'amable i sense estridències manera en la qual repassa, així com qui no vol la cosa, totes les escoles de l'art còmic (...) [Grant] és la guinda del film (…) Puntuació: ★★★★ (sobre 5)"[9]
- "Paddington 2 és un altre entreteniment familiar gairebé perfecte, homenatjant l'esperit encantador i enèrgic de les històries de Bond i adaptant-les suaument a un Londres del segle XXI divers i atrafegat"[10]
- "Absolutament meravellosa (...) Com una complicada maqueta a escala, és una obra d'art construïda amb milers de petits i acurats detalls que ningú podrà absorbir veient-la només una vegada."[11]